# Omamno
Omamno – wieś w Chorwacji, w żupanii zagrzebskiej, w gminie Bedenica. W 2011 roku liczyła 151 mieszkańców.